# Skalärfält

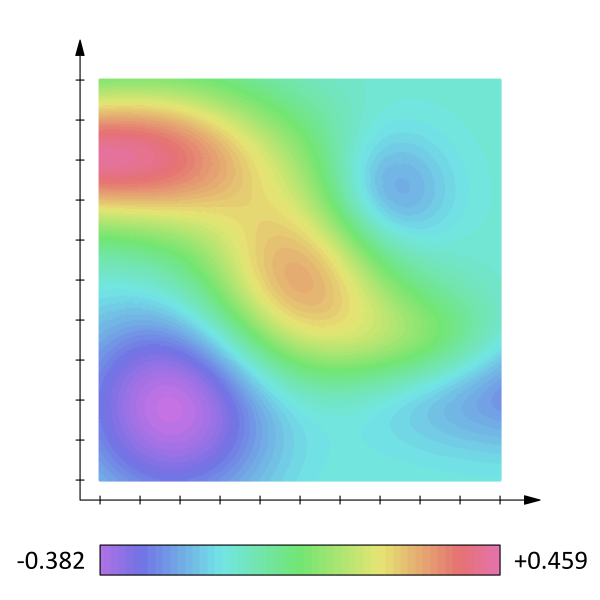
Ett skalärfält, för till exempel temperatur eller tryck, där fältstyrkans skalära värde representeras grafiskt av en färgnyans

Ett skalärfält associerar ett skalärt värde med varje punkt i rummet. Skalären kan vara ett reellt eller komplext tal. Fältet är en funktion vars definitionsmängd utgörs av vektorer och vars värdemängd består av skalärer.
Skalärfält används ofta inom fysiken, till exempel för att beskriva temperaturfördelningar eller lufttryck i rummet. Både temperatur och lufttryck är exempel på skalära storheter som kan variera med positionen.
Vektorfält tilldelar en vektor till varje punkt i rummet, exempelvis vindhastigheten, som har både storlek och riktning och som varierar beroende på positionen i rummet.